# On n'arrête pas le printemps
Pour plus de détails, voir Fiche technique et Distribution.
On n'arrête pas le printemps est un film français réalisé par René Gilson et sorti en 1972.

## Synopsis
Au printemps 1968, quatre lycéens de terminale contestent l'enseignement, la famille et le mode de vie. L'un d'eux, Jean, refuse même de passer son bac.

## Fiche technique
- Titre : On n'arrête pas le printemps
- Réalisation : René Gilson
- Scénario et dialogues : René Gilson
- Photographie : Pierre-William Glenn
- Montage : Thierry Derocles et Chantal Ellia-Gilson
- Producteur : Pierre Braunberger
- Production : Les Films de la Pléiade
- Pays de production :  France
- Format : couleur
- Durée : 100 minutes
- Visa : n° 38537
- Date de sortie : France - 22 mars 1972

## Distribution
- Marc Chapiteau : Jean
- Gilda Albertoni
- Didier Blandeuil : Julien
- Jeanne Goupil : Sylvie
- René Gilson
- Gilda Laghan : Jeanne
- André Thorent

## Sélections
- 1971 : Mostra de Venise[1]
- 1973 : Rencontres internationales du film pour la jeunesse à Cannes